# Discovery Cove
Koordinaten: 28° 24′ 20″ N, 81° 27′ 42″ W
Discovery Cove ist ein Boutique-Themenpark in Orlando, Florida, der im Sommer 2000 eröffnet wurde. Der Park ist einer tropischen Insel nachempfunden. Er ist neben SeaWorld Orlando und Aquatica der dritte Freizeitpark der SeaWorld-Gruppe in Orlando. Die SeaWorld-Freizeitparks gehören zu SeaWorld Parks & Entertainment, einem Tochterunternehmen der Blackstone Group.
Im Gegensatz zu anderen Tierparks und Zoos können die Gäste hier das Leben unter Wasser direkt erleben. Die Besucher können zusammen mit einem Trainer mit Delfinen schwimmen oder durch ein künstlich nachgebildetes Korallenriff mit Rochen und anderen Fischen schnorcheln.
Der Park enthält außerdem ein Freifluggehege mit Papageien, Tukanen und anderen exotischen Vögeln. Der Tropische Fluss führt direkt durch die Freiflughalle.

## Discovery Cove Dubai
Am 28. Februar 2008 gab die Busch Entertainment Corp. in SeaWorld Orlando bekannt, dass im Jahr 2012 ein weiterer Park in Dubai eröffnet werden soll.

## Abbildungen

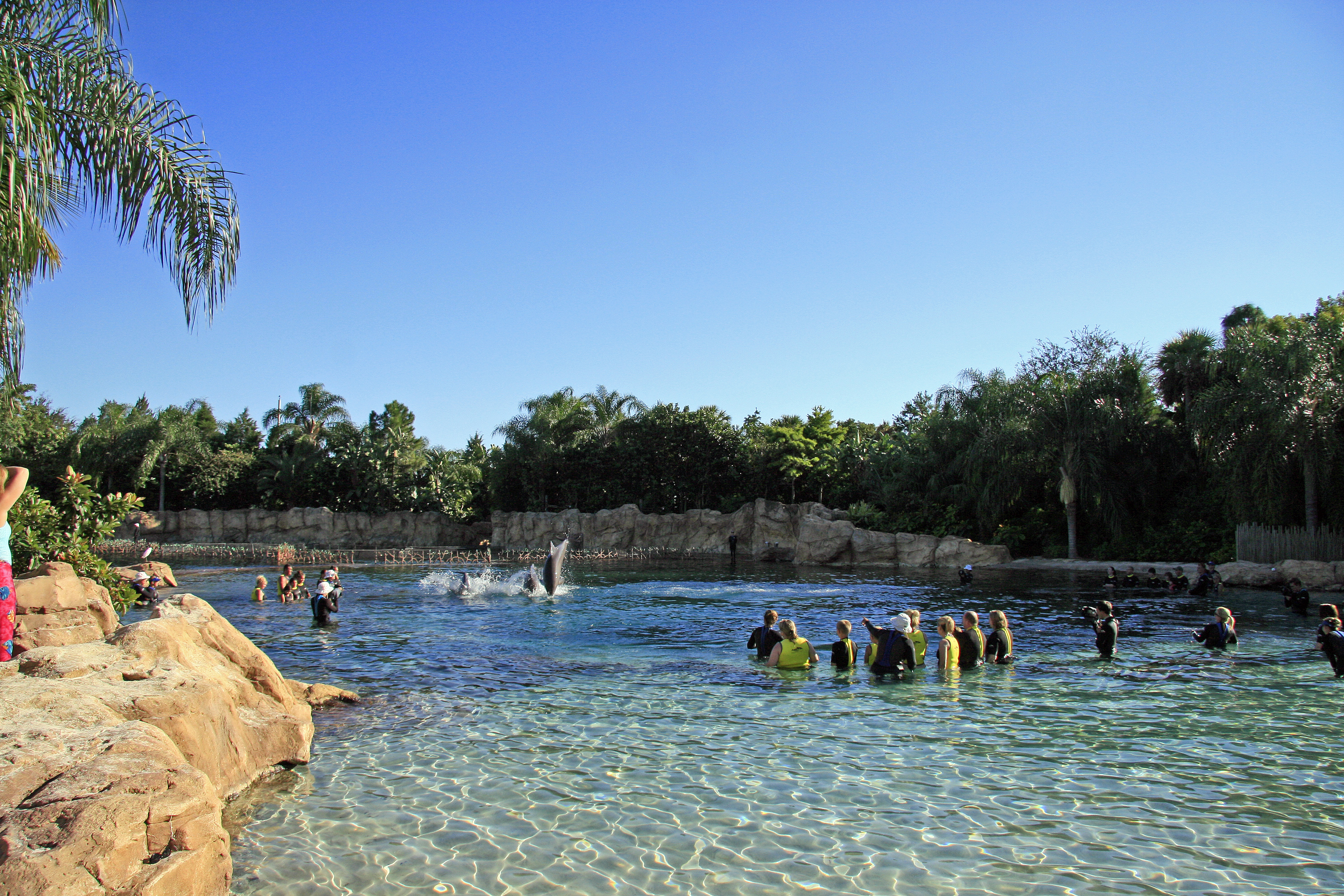
Delfinanlage in der Besucher mit Delfinen schwimmen können
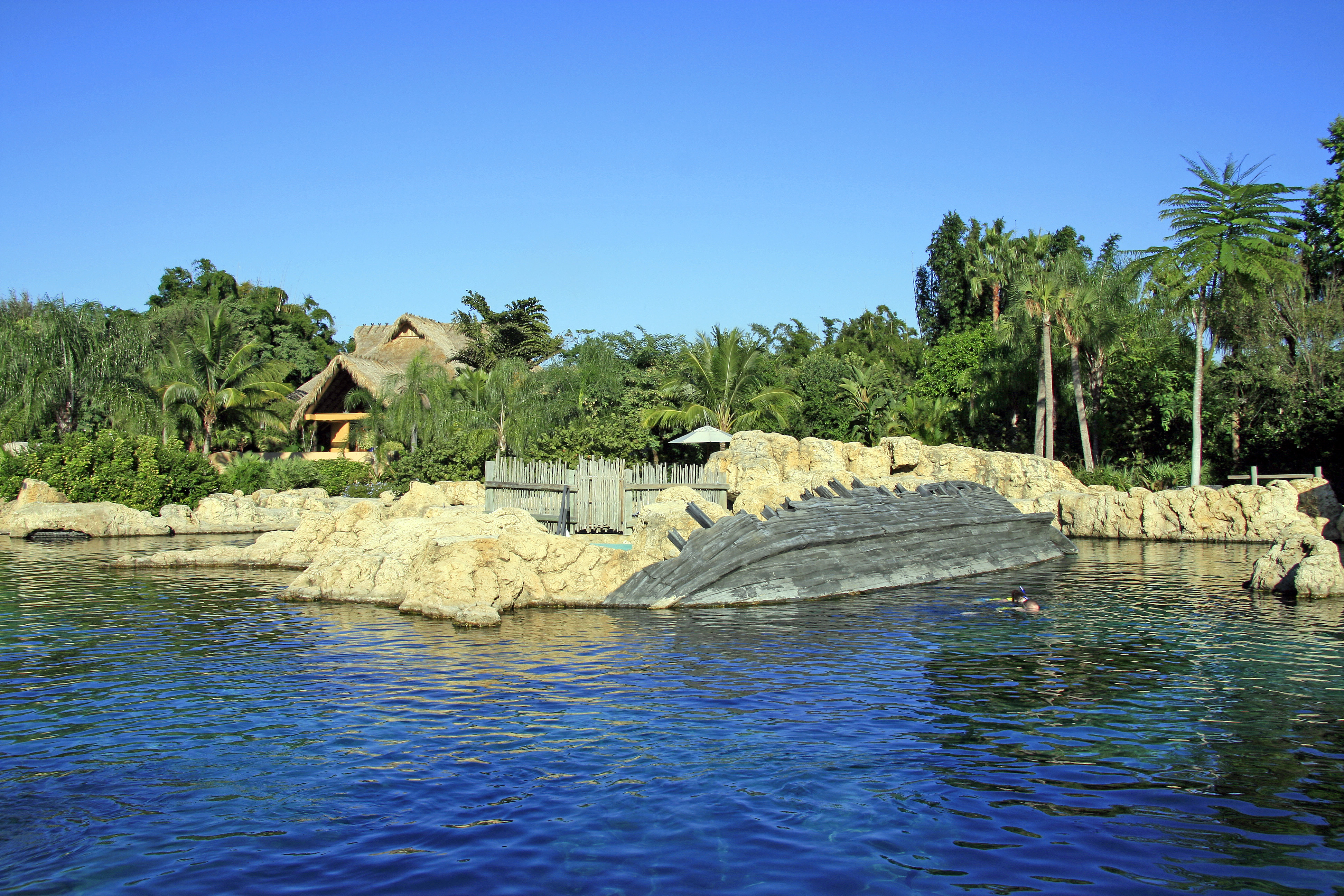
Korallenriff
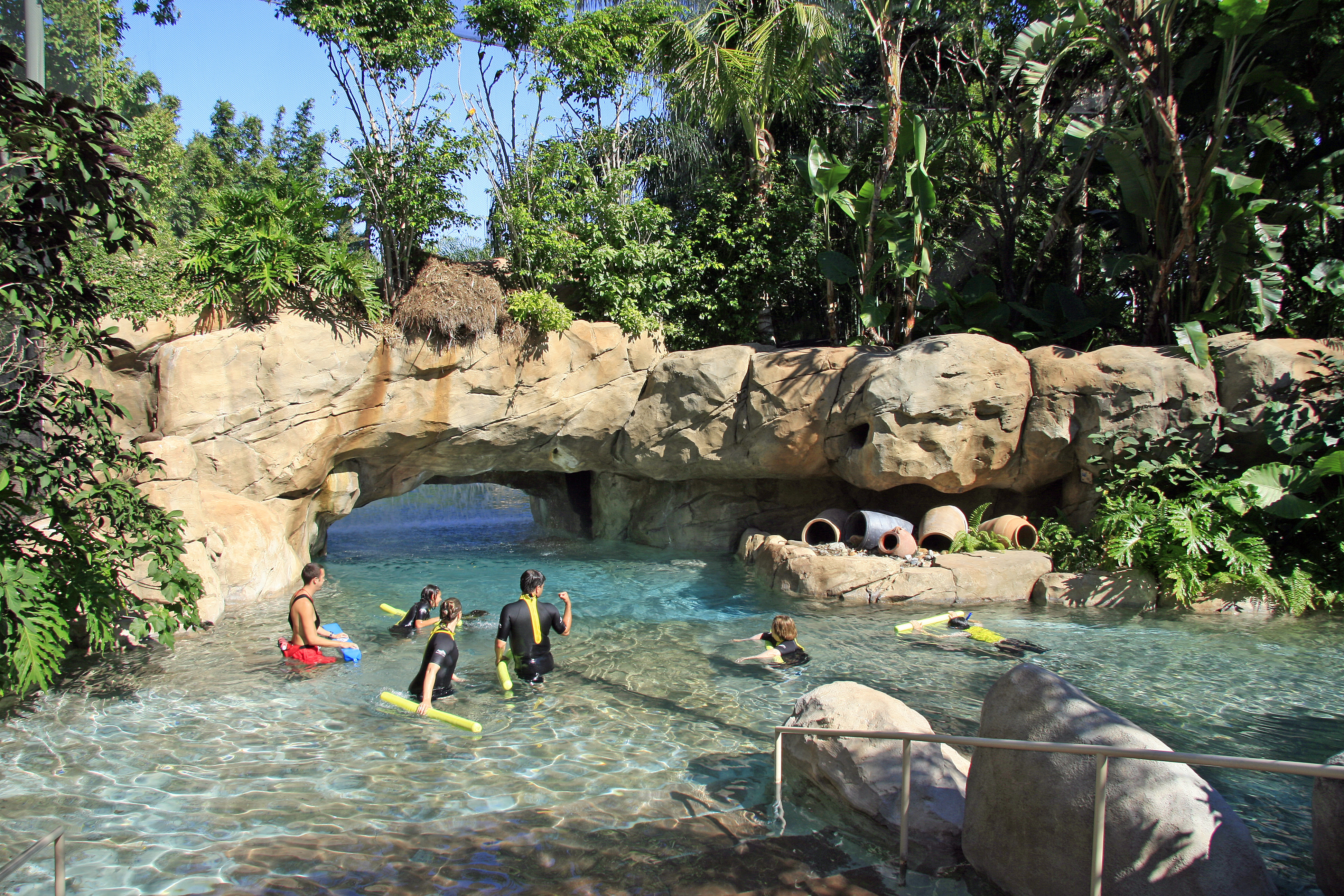
Der Tropical River